# Басроде
Басроде (нидерл. Baasrode, диалект Bostroë) — посёлок в Бельгии, в провинции Восточная Фландрия. С 1971 года входит в состав муниципалитета Дендермонде. Расположен на правом берегу Шельды. Имеется паромная переправа для пешеходов и велосипедистов, железнодорожная станция (Baasrode-Zuid) на железнодорожной линии Дендермонде-Мехелен, а также станция Baasrode-Noord музейной железной дороги Дендермонде-Пюрс.

## История

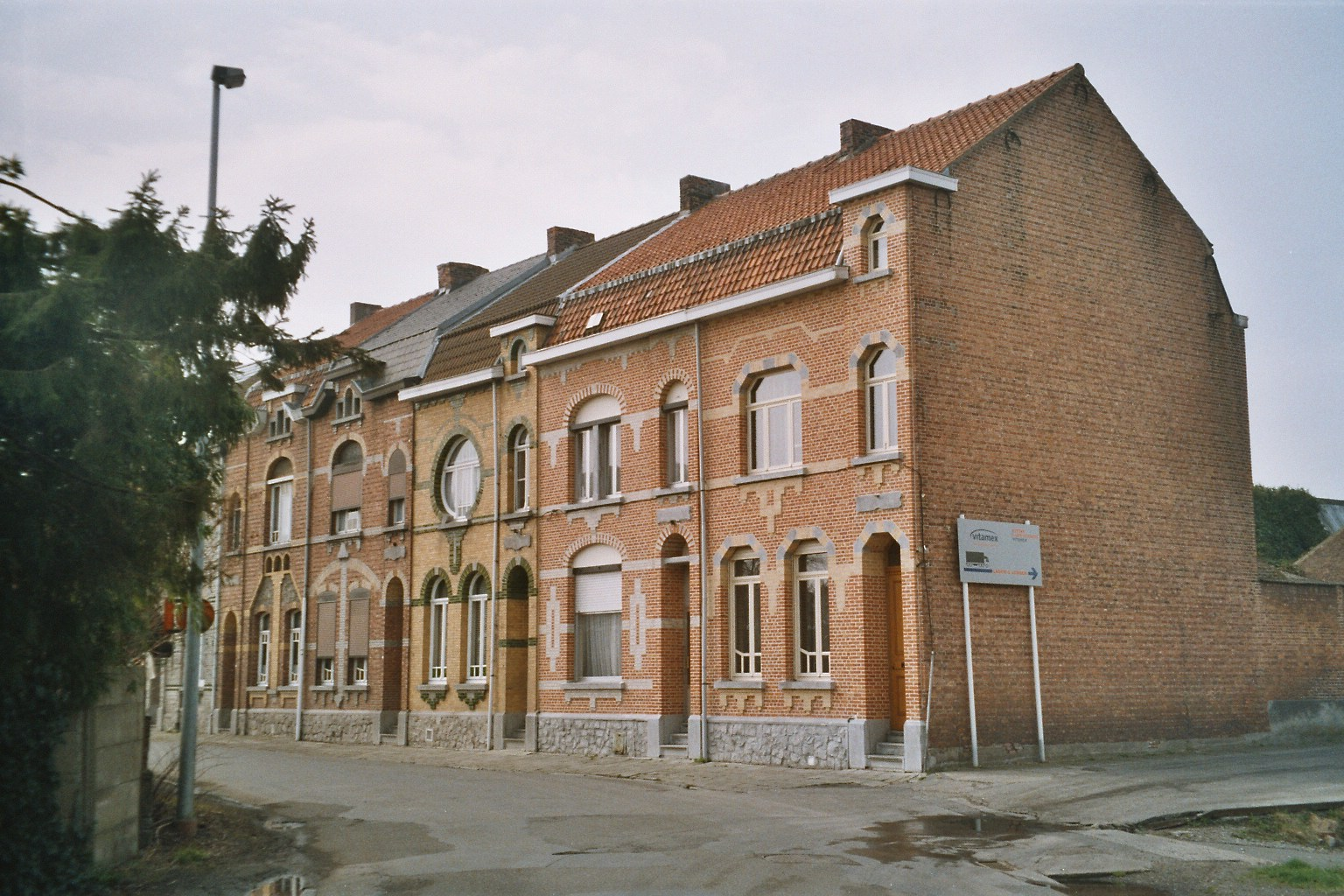
Дома в Басроде

Басроде возник в эпоху Средневековья как посёлок судостроителей и торговцев, так как Шельда была важным транспортным путём. В 1777 году в Басроде существовало минимум пять судостроительных верфей. В 1895 году здесь начали строить металлические суда. Расцвет Басроде пришёлся на период между мировыми войнами. После Второй мировой войны судостроение начало приходить в упадок, так как тоннаж речных судов стал постепенно расти, а величина строившихся в Басроде судов не могла превышать 55 метров (размеры шлюза). Последняя верфь закрылась в 1986 году.
В 1971 Басроде перестал быть самостоятельным муниципалитетом и вошёл в состав Дендермонде. На тот момент в Басроде жило 5935 человек.

## Переправа

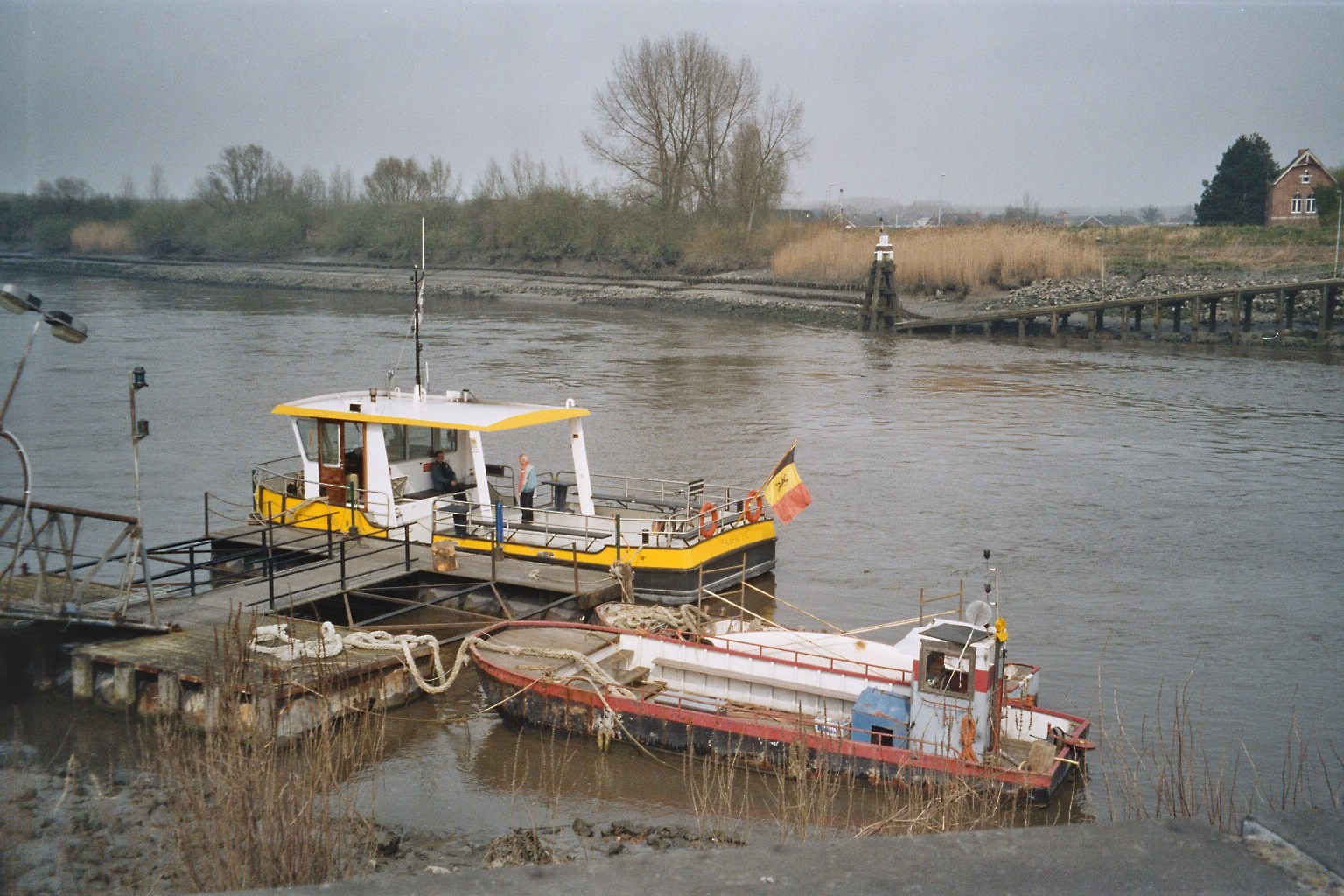
Паромная переправа, современное состояние

В течение сорока пяти лет своеобразной живой достопримечательностью Басроде был Теофил Ван Нюффел (Theophiel Van Nuffel), более известный под прозвищем «Фил-паромщик» (или Филе-паромщик) — Fil (Fille) De Veerman.
Он родился в Бюггенхоуте в 1913 году. Большая часть его детства прошла в Опвейке, позднее семья переехала в Басроде где отец Фила устроился на работу паромщиком. В 1933 году паромщиком стал сам Фил. Каждый день он переправлял через Шельду примерно триста пассажиров, в основном рабочих расположенной в Басроде судоверфи. Рабочий день паромщика продолжался с пяти утра и до одиннадцати вечера, также в субботу и воскресенье. До 1947 года в качестве парома использовалась гребная лодка, потом её заменили моторным паромом. В 1978 году Фил ушёл на покой, но каждый день он всё равно приходил на берег Шельды посмотреть на паром.
Паромщик Фил скончался в Басроде в мае 2005 года в возрасте девяноста двух лет.

## Музей судоходства

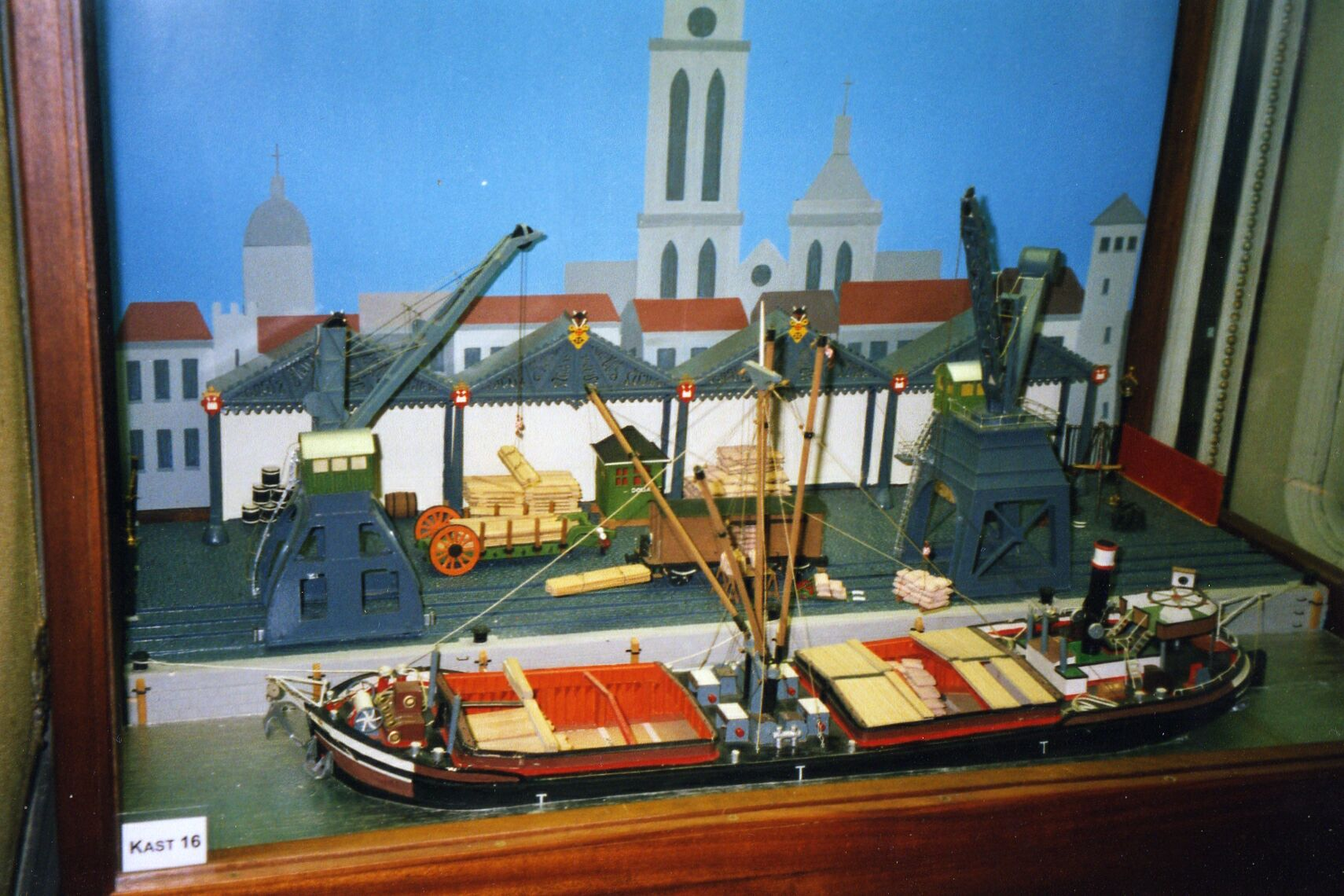
Макет "разгрузка речного судна в антверпенском порту"

Богатой истории судостроения посвящён музей судоходства. Он расположен в здании 1830 года постройки, ранее принадлежавшего хозяину верфи Van Damme. Музей располагает богатой коллекцией моделей судов. Здесь можно увидеть инструменты, использовавшиеся при постройке кораблей. Символ музея — керосиновая лампа Bostroënaar, изобретённая в Басроде и использовавшаяся речниками всей Европы. Она не гасла даже в самую лютую непогоду.
- Адрес музея: Sint-Ursmarusstraat 137, Baasrode-Dendermonde,
- Тел.:052-33 34 26

Музей работает весь год по субботам с 14 до 18 часов, в период с начала апреля до конца октября также по воскресеньям по тем же часам, а также в любой день недели по предварительной договорённости. Входная плата — 2 евро.

## Влассенбрук

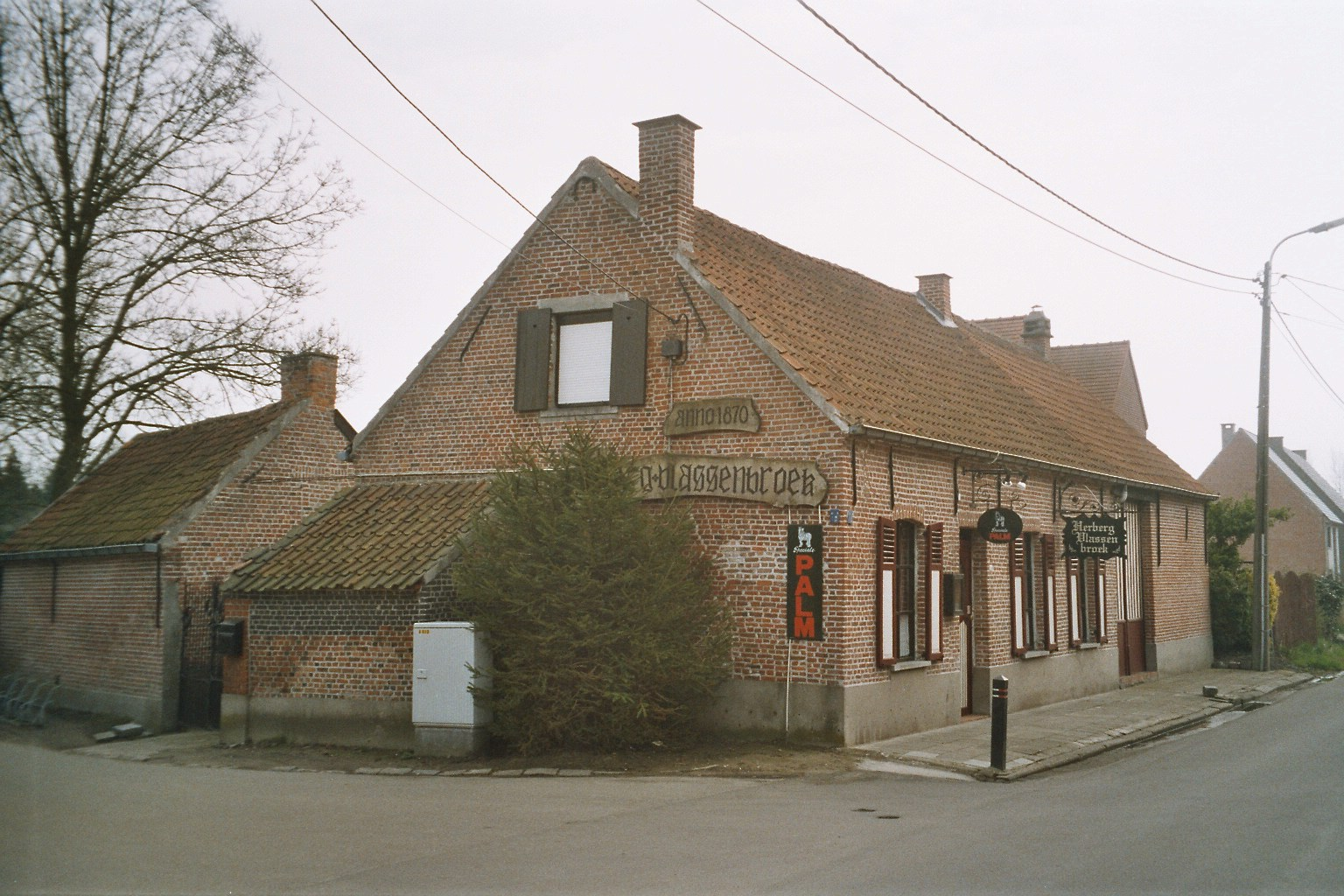
Таверна

Одну треть территории Басроде (или 287 гектаров) занимает польдер Влассенбрук. Территория польда, который фактически является своеобразным дендермондским парком, занята лесом и сельхозугодьями. От Шельды польдер отгорожен дамбой, по которой проходит дорога для велосипедных и пеших прогулок. На территории польдера располагается миниатюрная (около двадцати домов) деревня с тем же названием, примечательная из-за большой концентрации живущих там художников и поэтов. Летом здесь часто устраиваются вернисажи и выставки. Главная достопримечательность деревни — церковь Св. Гертрудиса. Самые старые её части относятся к XI или XII веку, но в основном её можно отнести к XVI веку.

## Музейная железная дорога
Через Басроде проходит музейная железная дорога Дендермонде-Пюрс. Здесь, на станции Baasrode-Noord находится её депо, где реставрируется и хранится подвижной состав. В коллекции дороги — несколько тепловозов и мотовозов, а также паровоз с вертикальным котлом Cockerill 1907 года постройки. Сейчас ведётся реставрация паровоза Tubize 1927 года постройки. Вагонный парк представлен трёхосными деревянными вагонами GCI (один из них — 1904 года постройки) и цельнометаллическими вагонами L и M1 тридцатых годов. Поездки организуются летом по воскресеньям, а также по специальным поводам (ярмарки, фестивали и т. п.)